# Hilary Evans
Hilary Agard Evans (6 de marzo de 1929 –27 de julio de 2011) fue un archivista pictórico británico, escritor e investigador de ovnis y otros fenómenos paranormales.

## Biografía
Evans nació en Shrewsbury, Reino Unido y se educó en el St George’s School de Harpenden. Después del Servicio Nacional en Palestina fue al King's College de Cambridge para cursar inglés, tras lo cual obtuvo un máster en la Universidad de Birmingham. Luego pasó algún tiempo como tutor privado antes de unirse a la agencia de publicidad Mather & Crowther como redactor en 1953.
En 1964, él y su esposa Mary Evans (1936-2010) fundaron la Mary Evans Picture Library, un archivo de ilustraciones históricas. En 1981 fue cofundador de la Association for the Scientific Study of Anomalous Phenomena (Asociación para el estudio científico de fenómenos anómalos). Evans fue un exponente de la hipótesis psicosocial del fenómeno ovni interpretado como experiencias visionarias modeladas culturalmente.

## Recepción
La obra de Evans Harlots, Whores & Hookers: A History of Prostitution (1979) fue criticada por el historiador Vern Bullough como una "colección anecdótica de incidentes, algunos verdaderos, otros no tanto, con poco análisis de las fuentes de donde provenían e incluso una menor comprensión de las fuerzas históricas".
El investigador escéptico Philip J. Klass describió a Evans como uno de los "mejor informados y más sensatos partidarios de la ufología". Sin embargo, Klass consideró "lamentable" que Evans fuera el editor de la antología UFOs, 1947-1987 publicada por Fortean Times. Según Klass, el libro no es confiable y está lleno de afirmaciones pseudocientíficas.
Christopher Scott criticó a Evans en New Scientist por su falta de conocimiento científico. Scott notó que Evans pecaba de predisposición y credulidad a la hora de aceptar al pie de la letra informes de fenómenos paranormales. En su obra Intrusions (1982), Evans había presentado una fotografía de la médium Eusapia Paladino levitando supuestamente una mesa "sin artimañas", pero sus manos o pies no eran visibles, ni dos de las patas de la mesa. Scott concluyó que la descripción de Evans de la fotografía era "pura fantasía".

## Obra
- Harlots, Whores & Hookers: A History of Prostitution. Taplinger, 1979.
- Intrusions: Society and the Paranormal. London and Boston: Routledge & Kegan Paul, 1982.
- The Evidence for UFOs. Wellingborough, Northampton, England: Aquarian Press, 1983.
- Visions, Apparitions, Alien Visitors. Wellingborough, Northampton, England: Aquarian Press, 1984.
- Gods, Spirits, Cosmic Guardians. Wellingborough, Northampton: Aquarian Press, 1987.
- Evans, Hilary, y John Spencer, eds. UFOs, 1947-1987: The 40-year Search for an Explanation Fortean Times, 1987.
- Alternate States of Consciousness: Unself, Other-self, and Superself. Wellingborough, Northampton: Aquarian Press, 1989.
- Frontiers of Reality, Aquarian Press, 1989.
- Evans, Hilary, y John Spencer, eds. Phenomena: Forty Years of Flying Saucers. New York: Avon Books, 1989.
- Evans, Hilary, y Dennis Stacy, eds. UFO 1947-1997: Fifty Years of Flying Saucers. London: John Brown, 1997.
- Evans, Hilary, y Robert Bartholomew, eds. Outbreak! The Encyclopedia of Extraordinary Social Behaviour. San Antonio, Texas: Anomalist Books, 2009.
- Evans, Hilary, "SLIders: The Enigma of Streetlight Interference" San Antonio, Texas: Anomalist Books, 2010.